# Cyclodina oliveri
Cyclodina oliveri är en ödleart som beskrevs av  Mccann 1955. Cyclodina oliveri ingår i släktet Cyclodina och familjen skinkar. Inga underarter finns listade i Catalogue of Life.